# USA:s president
Den här artikeln handlar om USA:s federala stats- och regeringschef. För en lista över ämbetsinnehavare, se Lista över USA:s presidenter.
USA:s president, formellt Amerikas förenta staters president (engelska: President of the United States of America) är landets federala stats- och regeringschef.
Mandatperioden är fyra år och det är sedan 1951 bara möjligt att väljas till ämbetet två gånger. Undantagsvis kan en person inneha befattningen i upp till tio år, om en sittande president går bort eller avgår under andra hälften av mandatperioden. I det fallet fullgör vicepresidenten uppdraget under resten av mandatperioden, och kan därefter väljas till president i egen rätt två gånger. Om vicepresidenten tar över under första hälften av mandatperioden kan denne istället bara väljas själv en gång därefter.
Makten på federal nivå i USA är delad mellan presidenten (som väljs av elektorer, valda av folket), kongressen (som är landets lagstiftande församling och väljs av folket), samt USA:s högsta domstol (vars domare utnämns av presidenten med senatens godkännande). 
Till följd av USA:s supermaktstatus och befattningens tyngd, räknas USA:s president ibland som världens mäktigaste person. Den förhandenvarande ämbetsinnehavaren är alltid en av de mest kända (och stundom omstridda) offentliga personerna över huvud taget. Under framför allt kalla kriget, kallades den amerikanska presidenten för Leader of the Free World (den fria världens anförare).
Ämbetet har funnits sedan den 30 april 1789 då USA:s konstitution trädde i kraft. Nuvarande och 47:e president är Donald Trump.

## Författningsrättslig ställning
Presidentens ställning beskrivs i grundlagens andra artikel. Föreskrifter för val och mandatperiod regleras genom de 12:e, 20:e, 22:a, 23:e och 25:e grundlagstilläggen.
Presidentämbetet innefattar tre funktioner (statschef, regeringschef och högste befälhavare, vilka i många andra länder upprätthålls av minst två personer. Fastän presidenten alltså förkroppsligar den amerikanska federala statsmaktens verkställande gren, så kontrolleras presidenten av maktdelningsprincipen (checks and balances-systemet). Detta innebär att den som innehar presidentämbetet inte samtidigt kan vara kongressledamot eller federal domare. 

### Funktioner
Presidenten i USA är både statschef (som till exempel Sveriges kung och Finlands president) och regeringschef (till exempel som Finlands statsminister och Sveriges statsminister), och presidentsystemet gör att det amerikanska presidentämbetet därför skiljer sig från exempelvis Frankrikes, Rysslands eller Tysklands motsvarigheter.
USA var en av de första moderna demokratierna, och valde att ha en president i stället för en monark som statsöverhuvud. De flesta andra republiker använder sig sedan dess av denna beteckning, men få har så omfattande befogenheter som USA:s president och vissa länders presidenter har endast en symbolisk och ceremoniell funktion. I vissa länder ligger makten hos en premiärminister, men presidenten kan upplösa en dåligt fungerande ministär och avsätta premiärministern. USA:s delstater har statsskick som återspeglar den federala statsmakten med delstatsförsamling (motsvarande USA:s kongress), en högsta domstol (motsvarande USA:s högsta domstol) och presidenten motsvaras av en guvernör.

#### Statsöverhuvud
USA:s president är landets högsta offentliga ämbete och har i praktiken betydligt större befogenheter än Europas kvarvarande monarker och även jämfört med statschefer i europeiska republiker.
Presidenten kan i Förenta staternas namn ingå avtal med främmande makter, vilka måste ratificeras av senaten med två tredjedelars majoritet för dessa ska träda i kraft; presidenten sänder – med senatens bifall – ut Förenta staternas ambassadörer och tar officiellt emot andra staters sändebud. Presidenten utnämner – också med senatens bifall – domare till federala domstolar, i synnerhet till högsta domstolen, och alla andra federala ämbeten. Befogenheten att utnämna de övriga federala ämbetena brukar delegeras vidare av kongressen, med undantag för de viktigaste befattningarna. Om senaten inte är samlad, kan presidenten själv göra en utnämning (recess appointment) som annars skulle ha fordrat senatens godkännande. Denna utnämning upphör dock att gälla vid utgången av senatens session.
Presidenten stadfäster de lagar som kongressen stiftat. Presidenten kan utfärda presidentorder, det vill säga sekundärlagstiftning. Presidenten utnämner sina ministrar – med senatens "råd och samtycke" – och leder kabinettet och nationella säkerhetsrådet. Presidenten har fullständiga befogenheter att bestämma dessas riktlinjer, och presidenten kan entlediga en minister när som helst, för vilken orsak eller ingen orsak. Presidenten skall årligen framlägga en berättelse över tillståndet i unionen inför kongressen. Detta sker vanligtvis i det årliga talet State of the Union Address.

#### Högste befälhavare över militären
Presidenten är högste befälhavare över de väpnade styrkorna (armén, marinkåren, flottan, flygvapnet, rymdstyrkan och kustbevakningen) och – enligt grundlagens lydelse – delstaternas milis (nationalgardet) då dessa inkallats i federal tjänst. Trots att rätten att förklara krig tillkommer kongressen jämlikt artikel i avsnitt 8 i grundlagen, kan presidenten självständigt beordra truppförflyttningar, såvida presidenten inte formellt förklarar krig samt värnar om kongressens kontrollmakt. Hit hör även kärnvapeninsatser. USA:s försvarsminister (Secretary of Defense) biträder, sedan 1947 års nationella säkerhetsakt trätt i kraft, presidenten i den högsta ledningen av militären.
Sedan "War Powers Act" från 1973 är det reglerat att presidenten får skicka soldater till ett annat land i 60 dagar utan Kongressens godkännande (max 90 dagar). Men även efter 90 dagar har Kongressen ingen möjlighet att tvinga presidenten att dra tillbaka trupperna. Det som Kongressen dock kan göra är att inte bevilja pengar till fortsatta uppdrag. När det gäller kärnvapen finns det en väska med instruktionerna som alltid befinner sig i presidentens närhet. Innan kärnvapen används skulle presidenten i så fall rådgöra med försvarsministern och försvarschefen. De har dock ingen möjlighet att lägga in ett veto, dvs. de kan formellt sett inte hindra presidenten från att använda kärnvapen. Proceduren utvecklades under Kalla Kriget och skulle möjliggöra ett snabbt agerande.
Just presidentens befogenheter att använda kärnvapen diskuterades i Kongressens utrikesutskott hösten 2017. I samband med det förklarade den pensionerade generalen Robert Kehler att dagens system innehåller flera säkerhetsmekanismer som garanterar att användandet av kärnvapen enbart sker om ordern att göra så är både legal och är rimlig i relation till hotet och menade dessutom att militären är ålagd att vägra utföra en illegal order. Som illegal räknas en order som bryter mot lagen som exempelvis att avsiktligt döda civila. John Hyten, överbefälshavaren för USA:s kärnvapen, förklarade att han inte skulle utföra en order som han skulle bedöma som illegal och skulle föreslå för presidenten vilka alternativ som finns i den rådande situationen. Samtidigt har det diskuterats om en general som vägrar utföra en order skulle bytas ut mot någon som följer presidentens order.

### Samarbetet med kongressen
Presidenten är – till skillnad från i parlamentariska styrelseskick – ej obetingat beroende av kongressens stöd för att kunna utöva sitt ämbete; politiska motsättningar mellan president och kongress är alltså författningsrättsligt inte otänkbara och i praktiken heller inte ovanliga.
Presidenten har ingen formell möjlighet att hemställa kongressen propositioner. I praktiken brukar kongressledamöter som står presidenten nära inkomma med presidentens lagförslag till vederbörlig kammare (representanthuset eller senaten). Därutöver kan presidenten genom informell påverkan, bland annat genom sitt årliga State of the Union Address, söka leda kongressens beslut i en för honom eller henne önskvärd riktning. Är presidenten helt och hållet oense med kongressen, kan presidenten lägga in sitt veto mot en lag, vilken kongressen endast kan anta på nytt med två tredjedelars majoritet i bägge kamrarna.
Presidenten saknar möjlighet att upplösa kongressen, eftersom den tillhör en annan gren av den federala statsmakten. Inom ramen för ett riksrättsförfarande (impeachment) kan presidenten fråntas sitt ämbete av kongressen – man får dock beakta, att detta förfaringssätt är av straffrättslig art; någon laglig möjlighet att på enbart politiska grunder skilja presidenten från ämbetet före mandatperiodens utgång finns inte. Tre presidenter har stått inför riksrätt av representanthuset: Andrew Johnson år 1868, Bill Clinton år 1998 och Donald Trump två gånger, 2019 och 2021. Johnson och Clinton frikändes av senaten (Johnson med en röst, Clinton med 17 röster), Trump friades i båda av sina riksrättsåtal. 

## Val
Valet är relativt komplicerat: Det består av förval (primärval) – där partierna utser sina respektive presidentkandidater –, det allmänna valet och det anslutande valet genom elektorer. Slutligen följer räkningen av elektorsrösterna.

### Förutsättningar
Kraven på presidenten anges i paragraf fem i första kapitlet i andra artikeln i USA:s konstitution:
| ” | No person except a natural born Citizen, or a Citizen of the United States, at the time of the Adoption of this Constitution shall be eligible to the Office of President; neither shall any Person be eligible to that Office who shall not have attained to the Age of thirty-five Years, and been fourteen Years a Resident within the United States. | „ |

Varje kandidat, till såväl presidentämbetet som vicepresidentämbetet, måste vara en naturligt född medborgare i Förenta staterna sedan födseln. Kandidaten behöver inte vara född i USA, John McCain som var det Republikanska partiets kandidat i 2008 års presidentval, föddes till exempel i Panamakanalzonen. Då krävs det dock att kandidatens föräldrarna har amerikanskt medborgarskap. Kandidaten skall vara minst 35 år gammal och ha haft sin hemvist i Förenta staterna sedan åtminstone 14 år.
2005 föreslogs två tillägg till konstitutionen som skulle göra det möjligt för personer som varit medborgare under en lång period, men inte är födda amerikanska medborgare, att kunna bli president. Dessa tillägg antogs inte av kongressen.

### Förval
Vardera av de båda stora partiernas (Demokraterna och Republikanerna) presidentkandidater måste erkännas av partikonventen. Ett partis ombud till denna sammankomst utses genom förval (primaries). Medan en sittande president som ställer upp på nytt i regel blir obestridligt nominerad av sitt parti, är urvalsförfarandet i motståndarpartiet betydligt mer spännande. Ombudsmandaten fördelas så att de motsvarar befolkningsstorleken i de olika delstaterna. Därigenom kan segrar i flera stora delstater tillsammans med det faktum att delstatens alla ombudsröster tillfaller kandidaten, för en kandidat innebära att denna redan är nominerad av partiet. Av den anledningen genomförs redan i dessa förval, som beroende på delstat kan vara öppna för enbart partimedlemmar eller för alla partisympatisörer, omfattande och kostsamma valkampanjer. Härför nödvändiga medel anskaffas, vid sidan av kandidatens egen andel, genom donationer. När förvalen är avslutade bekräftar respektive parti vederbörlig kandidat formellt på den stora partisammankomsten. Här nominerar presidentkandidaten också en vicepresidentkandidat. Även denna kandidat plägar bekräftas av partikonventet.

### Valdag
Presidentvalet äger rum på den första tisdagen efter den första måndagen i november månad – det vill säga tisdagen som infaller 2–8 november – under år som är jämnt delbara med fyra (2000, 2004, 2008 och så vidare). Väljarna röstar då på en av de möjliga tickets, bestående av president- och vicepresidentkandidat. Fastän deras chans att vinna är försumbar, förekommer ofta fler än de bägge stora partiernas förslag på valsedeln.
När det skall avgöras vem som ha valts till president (och vicepresident), räknas emellertid icke vem som har fått flest röster sammanlagt i hela landet. Istället överlåts avgörandet på ett elektorskollegium. Elektorskollegiet består av 538 personer, vilka väljs i de olika delstaterna och i huvudstadsdistriktet. Deras antal överstiger det sammanlagda antalet ledamöter i representanthuset (435) och senaten (100) sånär som på de tre elektorerna för den i kongressen eljest orepresenterade huvudstaden Washington. Därvid äger som regel inga proportionella val rum. Samtliga elektorer tillfaller den kandidat som i delstaten erhållit flest röster. På så vis kan det inträffa, som år 2000, att en kandidat (2000 Al Gore) visserligen får fler röster än sin motståndare (2000 George W. Bush), men drar det kortaste strået vad gäller elektorsröster.

### Elektorskollegiet
Vanligen i skuggan av allmänhetens uppmärksamhet samlas elektorerna i de olika delstaterna i december efter valet för att avge sina röster – det 538-hövdade elektorskollegiet samlas alltså aldrig som sådant. Elektorerna avger sina röster för president och för vicepresident i skilda val. Förvisso brukar elektorerna rösta på de kandidater för vars räkning de valts; detta motverkas av hemliga val. Till följd av det inträffar det regelmässigt att enstaka elektorer röstar emot sitt väljaruppdrag. Visserligen har en sådan faithless elector hittills aldrig ändrat valutgången.
Till och med år 1800 valdes inte president och vicepresident för sig, utan vinnaren blev president och tvåan vicepresident. Efter 1800 års val, då lika röstetal hade avgetts för Thomas Jefferson och Aaron Burr, ändrades detta genom det tolfte grundlagstillägget, som trädde i kraft 1804.

### Sammanräkning och installation

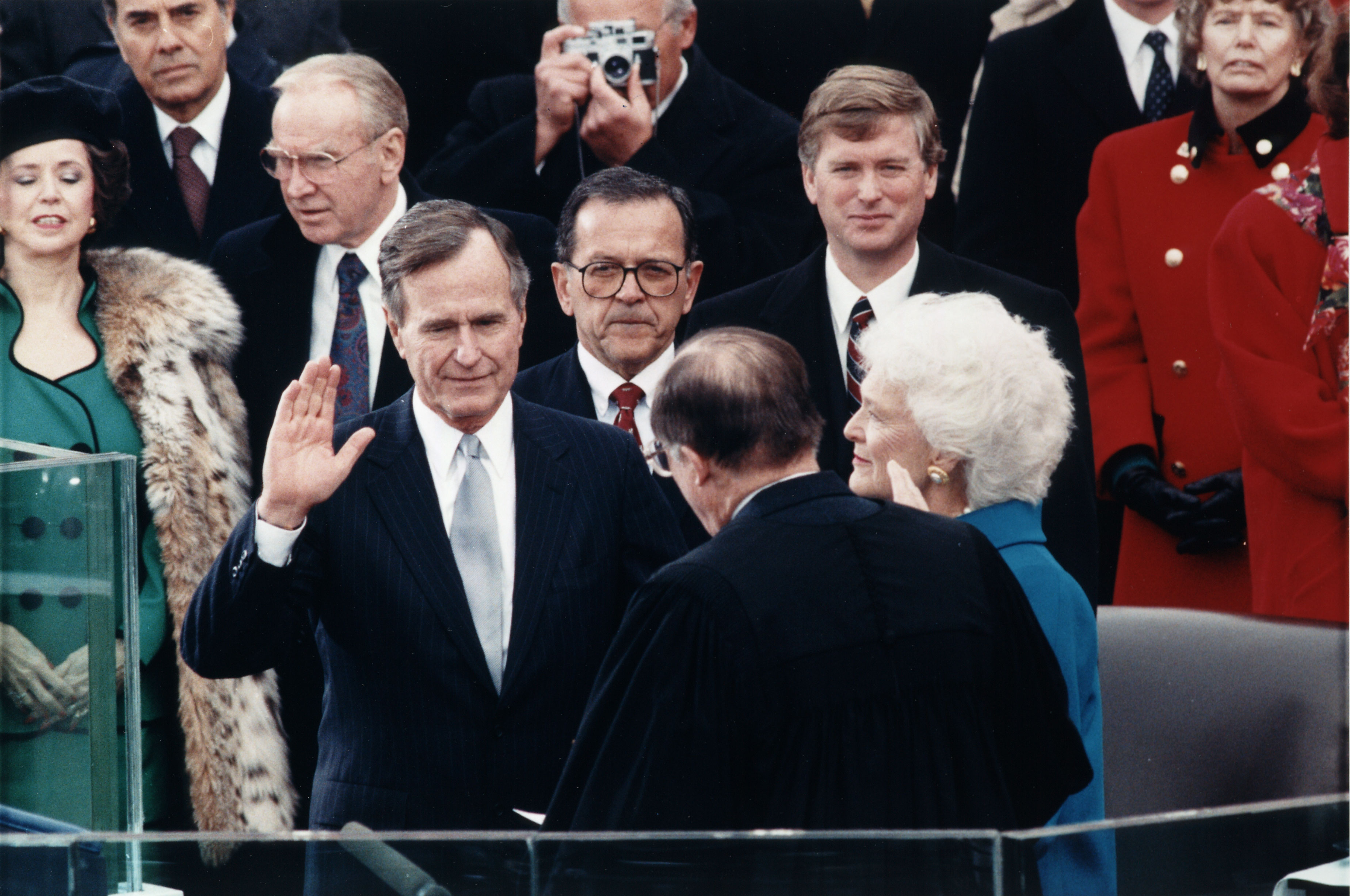
George H.W. Bush svär presidenteden vid sin installation, 1989

I början av januari räknas elektorsrösterna från de 51 områdena av senaten och representanthuset i ett sällan förekommande gemensamt plenisammanträde. Det ankommer på senatens president, det vill säga den ännu sittande vicepresidenten, att leda mötet. När sammanräkningen har avslutats kungör senatens president vem som har valts till USA:s president och vicepresident. Om ingen av kandidaterna har fått absolut majoritet av elektorsrösterna (det vill säga 270 röster), utser representanthuset president och senaten vicepresident. Eftersom USA sedan cirka 200 år tillbaka har ett entydigt tudelat partisystem och vardera partiet alltid bara nominerar en kandidat var, förekommer den proceduren inte längre.
Den 20 januari efter valet (4 mars till och med 1933), som kallas installationsdagen (Inauguration Day), skall slutligen först vicepresidenten och därpå presidenten på slaget klockan 12.00 lokal tid svärja en ed i den federala huvudstaden. Eden lyder:
”I (Name) do solemnly swear (or: affirm) that I will faithfully execute the office of President of the United States, and will, to the best of my ability, preserve, protect, and defend the Constitution of the United States.” 
(Jag, [namn], svär [eller: lovar], att jag troget skall utöva Förenta staternas presidentämbete och efter bästa förmåga upprätthålla, värna och försvara Förenta staternas konstitution.)
Av tradition håller presidenten ena handen på en bibel när han avlägger eden och tillfogar orden ”so help me God” (så sant mig Gud hjälpe); detta hör dock ej till den i grundlagen föreskrivna eden. I och med att han avlägger av eden tillträder presidenten ämbetet med dess privilegier och förpliktelser.

## Mandatperiod

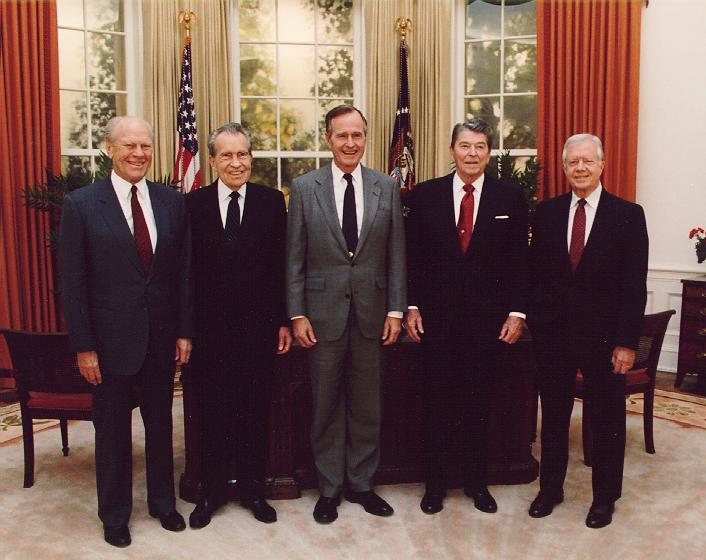
Gruppbild på presidenterna Gerald Ford, Richard Nixon, George H.W. Bush, Ronald Reagan och Jimmy Carter, 4 november 1991.

Presidentens mandatperiod varar i fyra år. Skiljs president från sitt ämbete i förtid, till följd av att presidenten dör, avgår, entledigas eller blir oförmögen att utöva ämbetet, så blir vicepresidenten omgående ny president. Dennas mandatperiod sträcker sig till det ursprungliga slutet på företrädarens period. Skiljs vicepresidenten i förtid från sitt ämbete, träder det 25:e grundlagstillägget in, varigenom presidenten med senatens och representanthusets bifall kan utse en ny vicepresident. Finns det vid tidpunkten för en presidentvakans inte någon vicepresident, stadgar lagen Succession Act att därnäst skall föreståndarna för kongressens bägge kamrar och därpå kabinettmedlemmarna bli tillförordnad president.
Sedan 1951 får en president av princip omväljas endast en gång, oavsett om omvalet ansluter till den första mandatperioden eller om det sker vid ett senare tillfälle. Om en person emellertid har avgått från presidentposten och den nytillträdde presidenten har tillbringat mindre än två år i ämbetet, får vederbörande väljas till president två gånger. Sammanlagt varar alltså den längsta teoretiskt möjliga ämbetsperioden i tio år. Av den anledningen fick Lyndon B. Johnson alltså kandidera på nytt 1968.
Innan det 22:a grundlagstillägget trädde i kraft 1951 fanns inga hinder för omval utom George Washingtons exempel; han avböjde en tredje mandatperiod och rekommenderade det till sina efterträdare. Theodore Roosevelt kandiderade förgäves för en tredje period (1912). Franklin D. Roosevelt kandiderade framgångsrikt 1940 för en tredje och 1944 för en fjärde mandatperiod, i vilkens begynnelse han emellertid avled. Alla andra presidenter har följt Washingtons exempel.
Franklin Roosevelts efterträdare, Harry S. Truman, initierade 1951 det grundlagstillägg som bara tillåter ett omval.

### Om några presidenters och vicepresidenters mandatperioder
- Gerald Ford var president från och med 9 augusti 1974 till och med 20 januari 1977, utan att det amerikanska folket valt honom till vare sig president eller vicepresident. President Richard Nixon nominerade Ford till vicepresidentämbetet, då Spiro Agnew avgått 10 oktober 1973 på grund av korruptionsanklagelser. Knappt ett år senare hoppade Ford in som president, på grund av att Nixon avgick till följd av Watergateaffären.
- Grover Cleveland och Donald Trump är de enda presidenterna i USA:s historia vars två mandatperioder inte följde på varandra – Cleveland var president från 1885 till 1889 och ånyo från 1893 till 1897. Trump var president 2017 till 2021 och ånyo från 2025.[e]
- Den 1841 avlidne William Henry Harrison har haft den kortaste ämbetsperioden, en månad; den i ämbetet avlidne demokraten Franklin D. Roosevelt är den som med en period på sammanlagt tolv år tjänstgjort längst som president (1933–1945), han är också den ende som blivit vald fyra gånger (1932, 1936, 1940, 1944, varav tre var omval).
- Fjorton presidenter har varit vicepresident.
- Hälften av de åtta presidenter som har dött i ämbetet blev mördade, alla fyra blev skjutna till döds, och tre av de fyra skjutna presidenterna var republikaner.

## Lönevillkor och förmåner

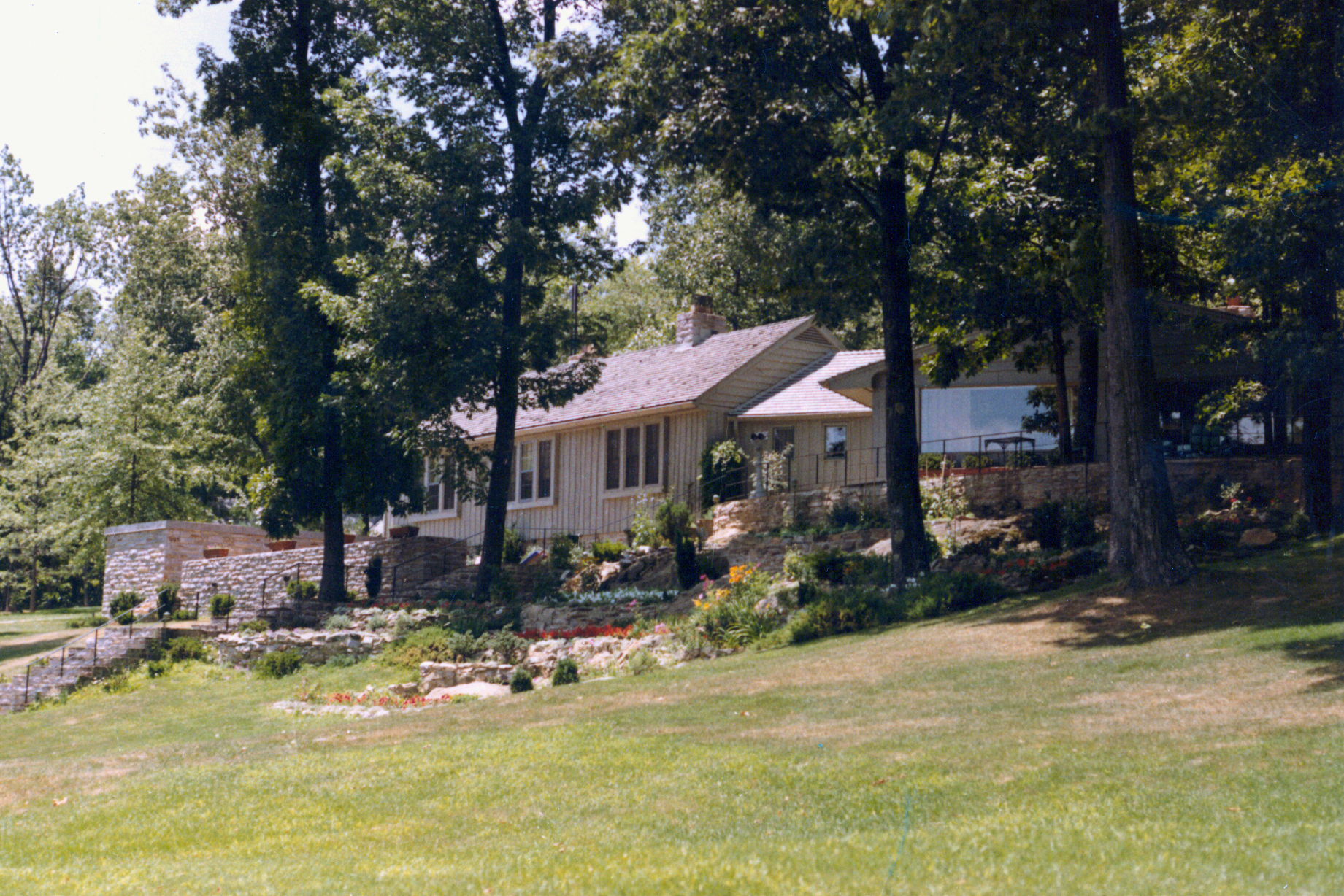
Camp David, 1959.

Den första presidenten, George Washington, tillkom en årlig lön om 25 000 dollar, som han emellertid inte tog emot, då han redan var en välbärgad man. Man övertygade honom så småningom att ta emot lönen för att hans efterträdare skulle göra sammalunda, eftersom man ville att även sådana som inte hade råd att tjänstgöra gratis skulle kunna vara president.[källa behövs] Sedan 2001 får presidenten 400 000 dollar per år i lön. Totalt har tre presidenter, Herbert Hoover, John F. Kennedy och Donald Trump, valt att tacka nej till all presidentlön.
Eftersom presidenten är USA:s högste ämbetsman, utgör presidentens lön av tradition övre gräns för utbetalning till regeringsanställda. Av det skälet ansågs det nödvändigt – då de höga ämbetsmännens löner alltmer närmade sig presidentens – att år 2001 höja presidentens lön, i syfte att fortsätta kunna betala ut en lämplig lön till dessa ämbetsmän.
För dagens presidenter tillkommer ytterligare förmåner: De får bo och arbeta i det rymliga Vita huset. Ombord på Air Force One och de övriga till presidentens förfogande stående fortskaffningsmedlen kan de expediera alla angelägenheter, vilket är nödvändigt för att de ska kunna fullfölja sina uppdrag. Dit hör också bland annat en bepansrad limousine och en helikopter. Vidare står lantgodset Camp David till presidentens förfogande, vartill även utländska dignitärer ofta inbjuds.
Presidenten med familj beskyddas städse av Secret Service. Till och med 1997, samt från och med 2013 tillkom detta privilegium även alla förutvarande presidenter och deras familjer fram till presidentens död. Mellan 1998 och 2012 gällde detta endast som längst tio år efter entledigandet från ämbetet.
Därutöver tillkommer mindre förmåner såsom kostnadsfritt kontor, diplomatpass och hushållskassa för kontorsmedhjälpare och assistenter. Likväl är det först sedan 1958 som presidenter som lämnat befattningen erhåller pension. Sedan Herbert Hoovers regeringsperiod (1929–1933) bygger tidigare presidenter regelmässigt upp egna presidentbibliotek, vilka på ett förnämligt sätt kan tjäna bevarandet och utforskandet av respektive presidents kvarlåtenskap.

### Titulering och hyllningssång
Förenta staternas president har inga andra epitet – formellt korrekt tilltal är helt enkelt Mr. eller Mrs. President och han eller hon omtalas som The President. Frågan om den officiella tituleringen var en av de första frågor som kongressen behandlade när den samlades första gången efter att konstitutionen trätt i kraft 1789. Särskilt vicepresidenten John Adams och flertalet senatorer var förespråkare för att införa titlar. Ett senatsutskott föreslog ”His Highness the President of the United States of America, and Protector of their Liberties”. Majoriteten i representanthuset vägrade dock att införa titlar som inte föreskrevs i konstitutionen, varför endast ämbetsbeteckningen i sig ännu i dag utgör korrekt titulering.
Hail to the Chief av Georg Drumm utnämndes 1952 av USA:s försvarsdepartement till officiell presidentmarsch. Melodin beledsagar presidenten vid nästan varje offentligt framträdande; texten sjungs väldigt sällan. I stället kan nationalsången The Star-Spangled Banner sjungas.

### Tjänstebostad och ämbetssäte

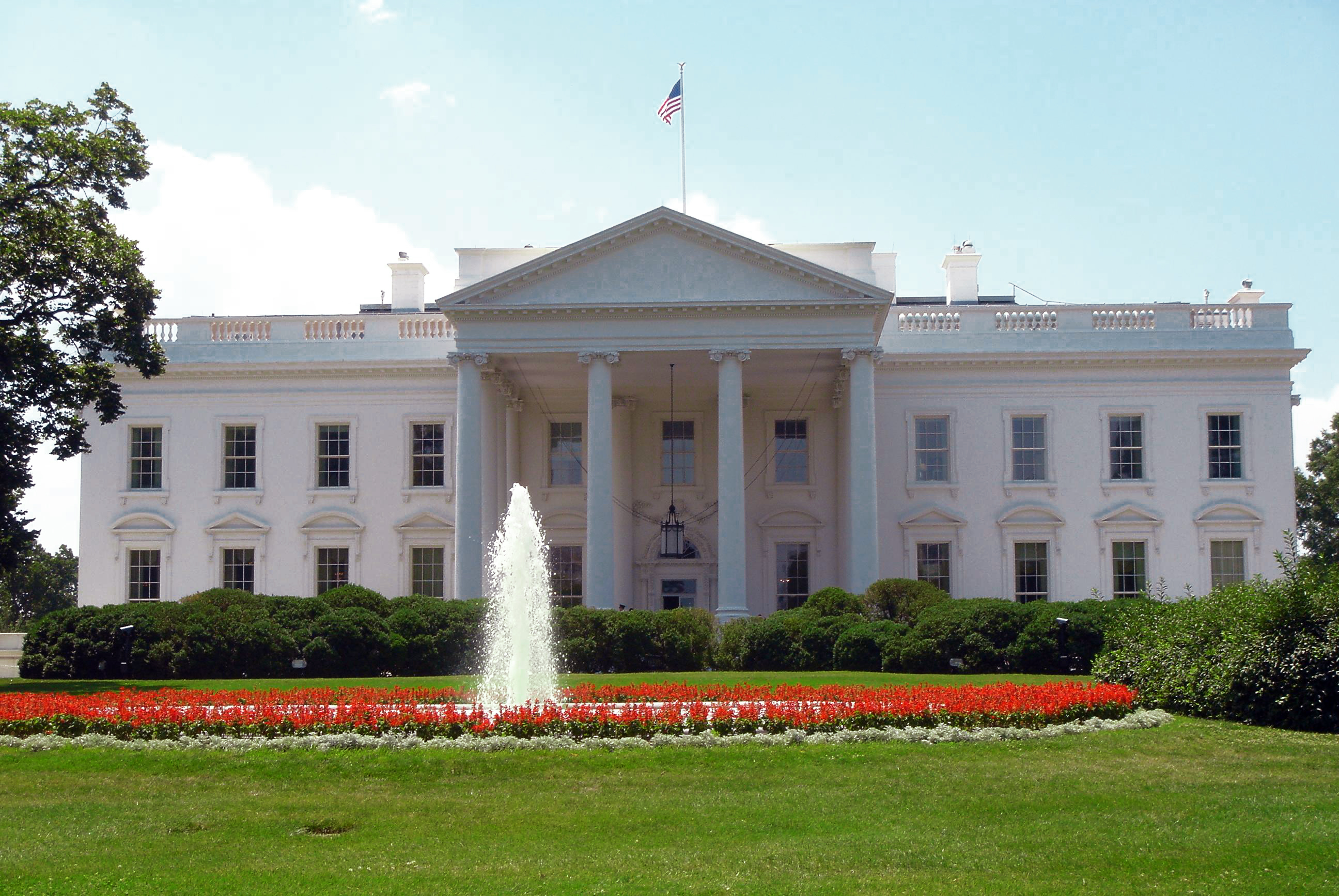
Vita huset, presidentens tjänstebostad och arbetsplats

Presidentens traditionella ämbetssäte och residens är Vita huset i huvudstaden Washington. Huset, vars grundläggande 1792 inledde byggandet av dagens amerikanska huvudstad, står sedan år 1800 till den amerikanske presidentens och presidentfamiljens förfogande. Det förstördes 1814 i det brittisk-amerikanska kriget och återuppbyggdes 1819.
Ovala rummet i Vita husets västra flygel är presidentens arbetsrum och skyddas av omfattande säkerhetsåtgärder. En bunker under Vita husets östra flygel, Presidential Emergency Operations Center, skyddar vid nödfall presidenten och dennes närmaste medarbetare.

### Transportmedel

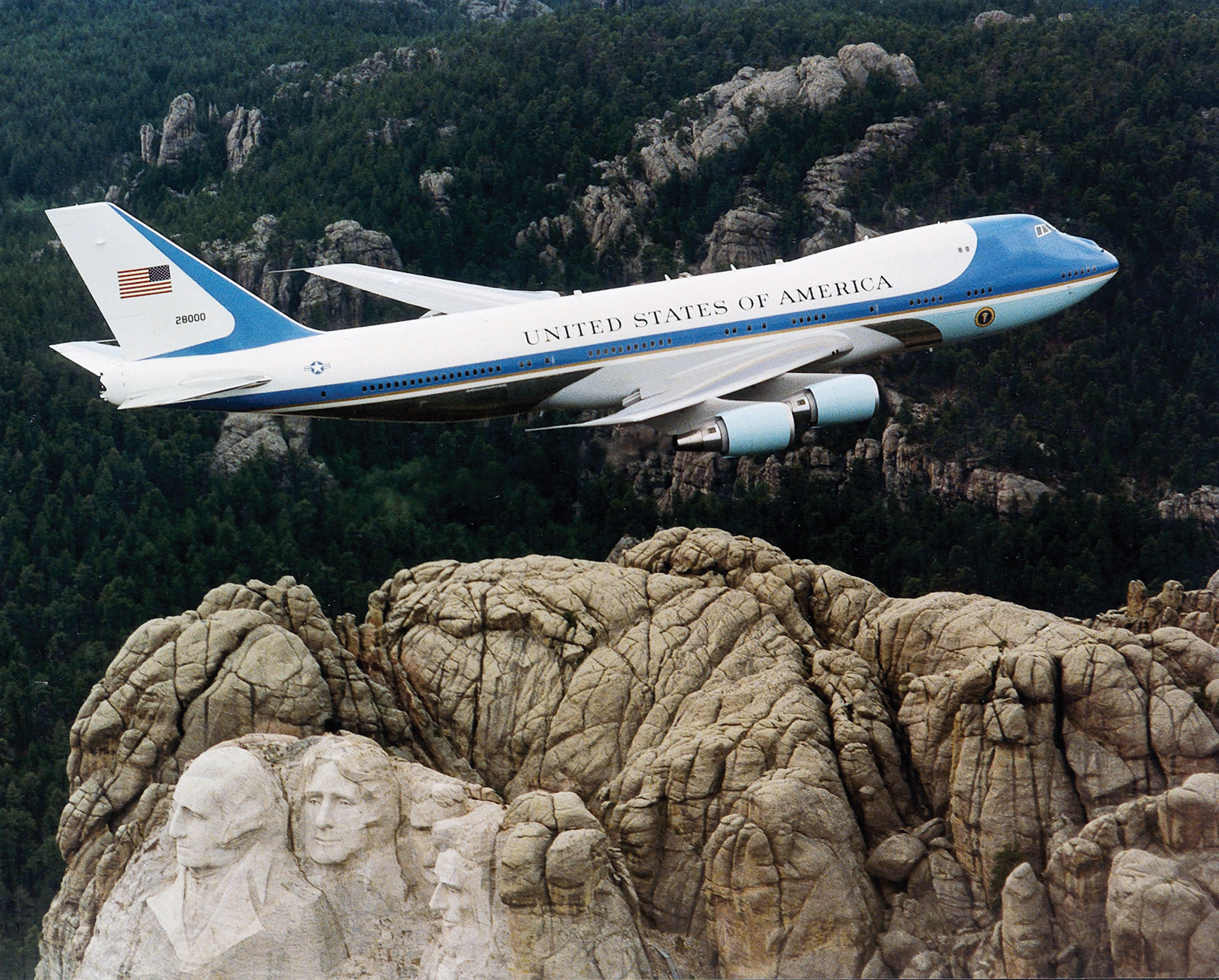
Air Force One, en Boeing VC-25A tillhörande USA:s flygvapen, passerar Mount Rushmore.

För att kunna sköta sina tjänsteåligganden under frånvaro från ämbetssätet, kan presidenten bland annat använda två särskilt utrustade flygplan av typen Boeing 747 – i folkmun kända som Air Force One. Dock är denna benämning inte fast tilldelade just dessa två flygplan. Närmare bestämt kan vilket luftfartyg som helst tillhörande flygvapnet ha anropsnamnet ”Air Force One”, närhelst presidenten är ombord. På samma sätt får luftfartyg från Marinkåren anropsnamnet ”Marine One”, när presidenten är ombord. Oftast avses den helikopter, som presidenten använder för transport mellan Vita huset och Andrews Air Force Base (regeringsflygplanens hemflygplats). Och likaledes får luftfartyg från armén, flottan och kustbevakningen anropsnamnen ”Army One”, ”Navy One” respektive ”Coast Guard One”. ”Navy One” användes första gången 2003 när George W. Bush besökte hangarfartyget USS Abraham Lincoln. ”Coast Guard One” har hittills ännu aldrig använts. ”Executive One” är anropsnamnet för civilflygplan vari presidenten befinner sig.

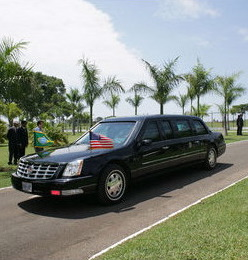
Presidentens limousin.

Såsom tjänstebil står en Cadillac DTS modell 2006 till presidentens förfogande. Fordonet benämns Cadillac One, som dock är en inofficiell beteckning.

### Fotnoter
1. ↑  Thomas H. Neale (19 oktober 2009). Presidential Terms and Tenure: Perspectives and Proposals for Change Congressional Research Service. Läst 21 januari 2021.
2. ↑  ”US-Präsident Trump: Kriegserklärung via Twitter?” (på tyska). tagesschau.de. http://faktenfinder.tagesschau.de/ausland/trump-syrien-105.html. Läst 15 april 2018.
3. ↑  Diaz, Daniella. ”General says he'd push back on 'illegal' nuclear strike order”. CNN. https://edition.cnn.com/2017/11/18/politics/air-force-general-john-hyten-nuclear-strike-donald-trump/index.html. Läst 15 april 2018.
4. ↑  ”Here's What to Know About Obeying an Unlawful Military Order” (på engelska). The Balance. Arkiverad från originalet den 13 april 2018. https://web.archive.org/web/20180413141935/https://www.thebalance.com/military-orders-3332819. Läst 15 april 2018.
5. ↑  ”U.S. nuclear general says would resist 'illegal' Trump strike order” (på amerikansk engelska). Reuters. https://www.reuters.com/article/us-usa-nuclear-commander/u-s-nuclear-general-says-would-resist-illegal-trump-strike-order-idUSKBN1DI0QV. Läst 15 april 2018.
6. ↑  ”Trumps rätt att bruka kärnvapen granskas”. SvD.se. https://www.svd.se/trumps-ratt-att-bruka-karnvapen-granskas. Läst 16 april 2018.
7. ↑  Earl, Jennifer (11 november 2016). ”Donald Trump on refusing presidential salary: I'm not taking it”. CBS News. http://www.cbsnews.com/news/did-donald-trump-say-hed-refuse-to-take-a-salary-as-president/. Läst 21 november 2016.
8. ↑  ”President Trump donates first quarter salary to VA”. CNN. Läst 5 augusti 2018.
9. ↑  ”18 U.S. Code § 3056 - Powers, authorities, and duties of United States Secret Service”. LII / Legal Information Institute. https://plus.google.com/104684928608521114951. https://www.law.cornell.edu/uscode/text/18/3056. Läst 13 januari 2016.
10. ↑  Music.tv.edu.